# Isotria medeoloides
Isotria medeoloides,  es una especie   de orquídea de hábitos terrestres que se caracteriza por la disposición de las hojas, todas de la misma altura del tallo, formando una corona alrededor de las flores.

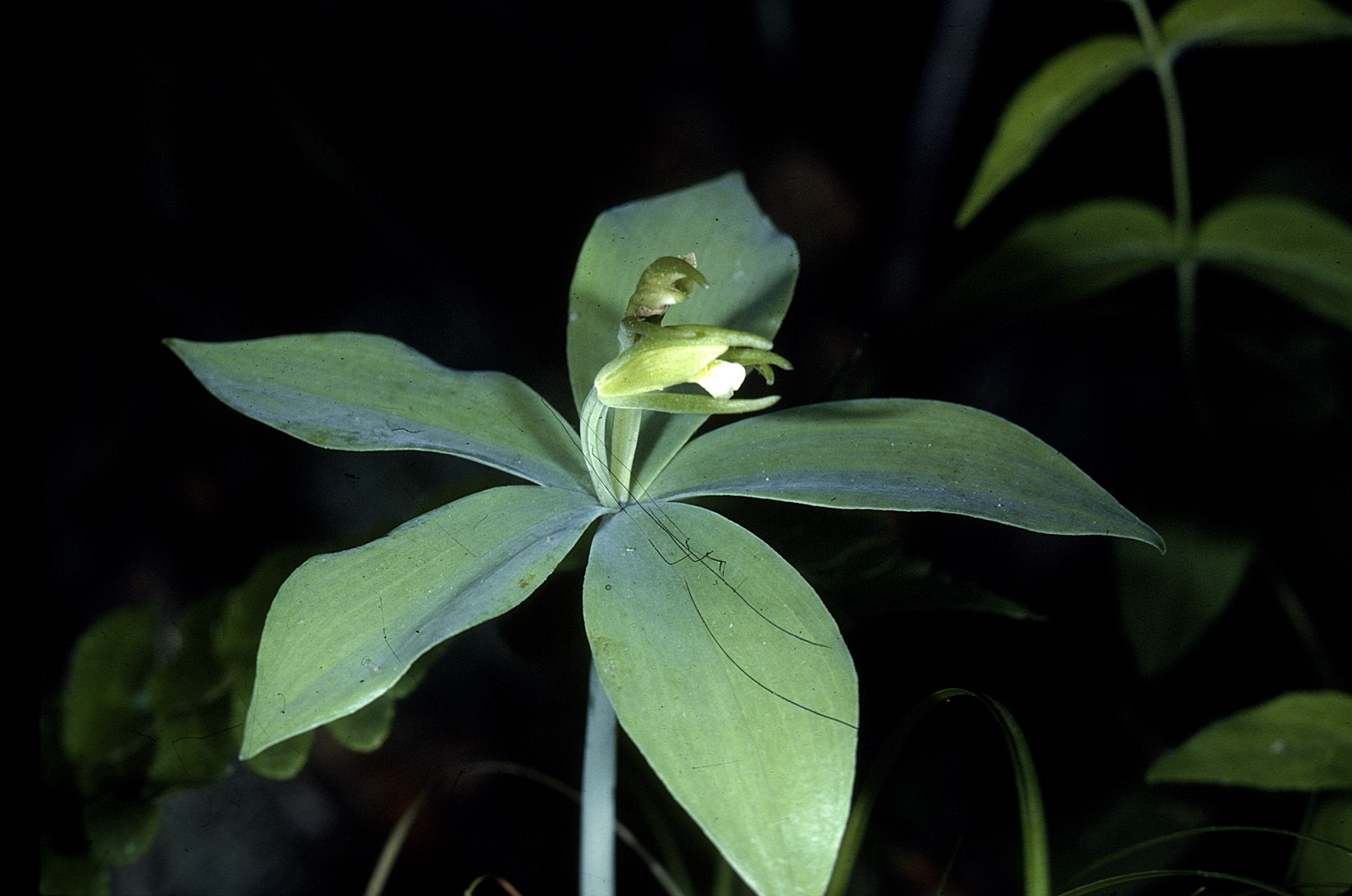
Disposición de las hojas

## Descripción
Esta es una planta herbácea rizomatosa con un tallo ceroso gris-verde de hasta aproximadamente 25 centímetros de altura. Las hojas son de color gris verdoso de hasta 8,5 centímetros de largo por 4 de ancho y en espiral. La flor tiene pétalos de color amarillento con rayas verdes que miden entre 1 y 2 centímetros de largo.

## Distribución
Se encuentran en lugares de clima templado del este de América del Norte, desde el sur de Maine, al sur de Georgia y al oeste hasta el sur de Ontario, Míchigan, y Tennessee. Una población se encontró en Misuri en 1897, pero la planta ya no existe allí. Siempre ha sido considerada una especie rara, a menudo tan legendaria que se le ha llamado "la orquídea más rara del este del Misisipi.

## Hábitat
El hábitat de la planta incluye madera de coníferas o selvas de frondosas, en las que se encuentran entre la hojarasca a lo largo de pequeños arroyos intermitentes.
La planta está clasificada como especie amenazada por el EE. UU. Fish and Wildlife Service , después de haber sido bajado de peligro de extinción en 1994 a medida que más poblaciones fueron descubiertas y a varias se les dio protección. Está catalogada como especie en peligro de extinción por la mayoría de los estados o provincias dentro de su rango. Hay alrededor de 104 poblaciones donde se sabe que existen, pero la mayoría de ellas son pequeñas, con menos de 25 plantas.

## Taxonomía
Isotria medeoloides fue descrita por (Pursh) Raf. y publicado en Flora Telluriana 4: 47, en el año 1838.
Etimología
Esta orquídea se confunde a veces con Medeola virginiana, que tiene hojas verticiladas similares y crece en tipos de hábitats similares. El nombre de la especie medeoloides es una referencia a esta similitud.
Sinonimia
- Arethusa medeoloides Pursh
- Isotria affinis (Austin ex A.Gray) Rydb.
- Odonectis affinis (Austin ex A.Gray) Schltr.
- Pogonia affinis Austin ex A.Gray[8]